# 魯希-蒙齊鄉
46°55′N 24°51′E / 46.92°N 24.85°E
魯希-蒙齊鄉（羅馬尼亞語：Comuna Rușii-Munți, Mureș），是羅馬尼亞的鄉份，位於該國中部，由穆列什縣負責管轄，面積44平方公里，海拔高度432米，2007年人口2,287，人口密度每平方公里52人。